# Larsagården
Larsagården är en gård utanför Vessigebro i Halland. Dess delar är från 1700- och 1800-talet. Den används numera för olika hembygdsändamål, visaftnar, teaterföreställningar med mera. 
Gården låg ursprungligen i byn Lustorp, Köinge socken. Hallands hembygdsförening köpte den 1940 och försökte de driva gården som vandrarhem, men misslyckades. Den kom därför att mellan våren 1958 och sommaren 1959 flyttas till en plats vid Katrinebergs folkhögskola nära Vessigebro. Bit för bit flyttades gården av byggmästare Carl Ivar Andersson, Klastorpsby. Flytten finansierades genom donationer och pengar från Kungafonden. Efter flytten invigdes byggnaden av prins Bertil 8 juni 1959. Den fortlöpande driften sköts av folkhögskolan. 
Gården bestod av två gårdar som var byggda så att de bildade en fyrkant med gemensam gårdsplan. Den äldre bostadshalvan är en ryggåsstuga från 1750-talet. Uthusen är från samma tid medan den nyare bostadshalvan är från 1880-talet,